# オリエンタルリフ

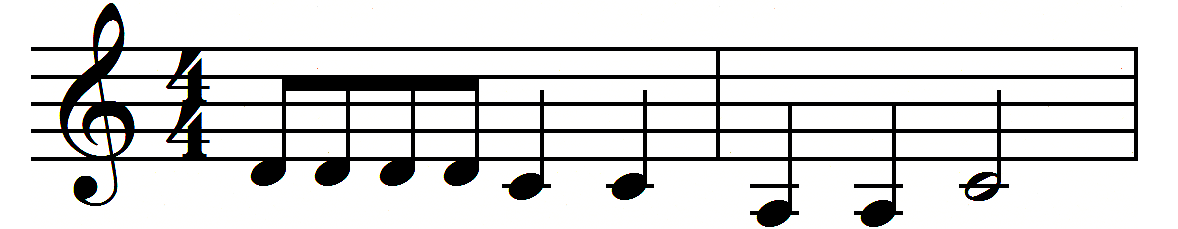
単音によるオリエンタル・リフ

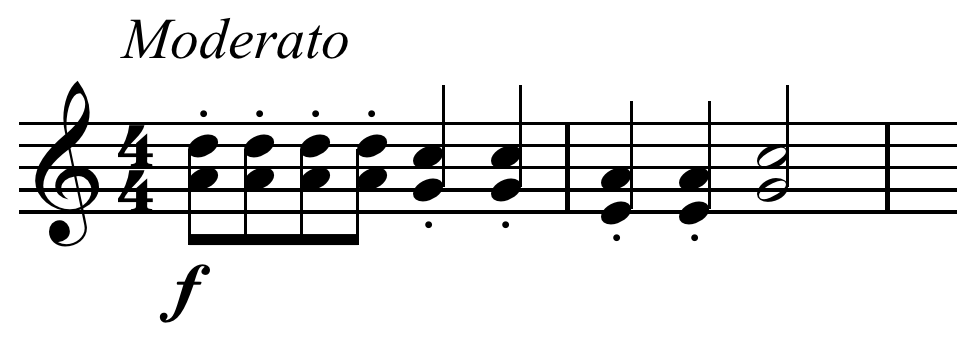
完全四度のボイシングを用いたオリエンタル・リフ

オリエンタルリフ（Oriental riff）またはアジアンリフ（Asian riff）、
チャイナマンリック（Chinaman lick）は、欧米の文化においてオリエント、中国、日本、または東アジア全体についてのステレオタイプやイメージを表現する際に用いられるリフまたはフレーズであり、銅鑼が用いられることもある。

## 歴史
オリエンタルリフは西洋由来のものであり、『アラジンと魔法のランプ』を舞台化した1847年の演劇The Grand Chinese Spectacle of Aladdin or The Wonderful Lampの"Aladdin Quick Step" という場面で使用された記録が残っている。
このリフは五音音階を用いられており、西洋人にとっては東洋の音楽を思わせるものである。ただし、オリエンタルリフがアジア（特に中国）と結び付けられる一方、このようなリフはアジアだけでなくネイティブアメリカン、さらには古いイングランドの音楽においても出てくるものであり、非特異的な他者性(other)を示している。

## 使用例
オリエンタルリフおよびその派生形は、西洋文化における様々な音楽で使われている。一例として、カール・ダグラス&ビドゥの『吼えろ! ドラゴン』、ヴェイパーズの"en:Turning Japanese"、ラッシュの"en:A Passage to Bangkok"などがあげられる。日本では、東洋全般ではなく、もっぱら中国をイメージさせるものとして使われており、例えばイー・アル・カンフーなど中国を題材としたもののBGMとして使われている。